# Gonomyia carsiostyla
Gonomyia carsiostyla är en tvåvingeart som beskrevs av Alexander 1971. Gonomyia carsiostyla ingår i släktet Gonomyia och familjen småharkrankar.
Artens utbredningsområde är Panama. Inga underarter finns listade i Catalogue of Life.